# Poesia pura
Poesia pura designa una estetica letteraria riferita alla poetica che, come reazione al romanticismo decadente, convertì in topoi le essenze genuine del Romanticismo.

## In Italia
La poesia pura fu una corrente letteraria che ebbe il suo apice tra la prima e la seconda guerra mondiale. 
Essa portava a maturare la poetica simbolista opponendosi alla retorica dannunziana e pascoliana.
Il termine pura sta ad indicare un'essenzialità della parola. I massimi esponenti furono Giuseppe Ungaretti e gli ermetici italiani.
Essa rifiuta l'eloquenza tipica della reinterpretazione dannunziana della poesia decadente e tende a purificare la parola da ogni scopo didascalico, oratorio o legato a fini politici o morali, per ricondurla all'essenzialità espressiva.
La poesia viene ricondotta alla funzione originaria di evocazione, creazione di nuovo linguaggio, illuminazione, mirando alla ricerca del significato dell'esistenza mediante lo scavo interiore ed esprimendo la consapevolezza della solitudine dell'uomo, della sofferenza e del male di vivere, della crisi dell'io e dei valori nel mondo moderno.

## Origini
Il termine iniziò ad usarsi verso il 1880 in Francia e auspicava, con la sua teoria, una preponderanza musicale nel linguaggio poetico. L'origine dell'arte pura e della sua estensione alle lettere si trova in Charles Baudelaire e nel suo ispiratore, Edgar Allan Poe (The poetic principle, 1850).
Le teorie sopra la poesia pura si svilupparono, in Inghilterra, per il quale la poesia pura consiste nella perfetta fusione di profondo e forma, e, in Francia, viene equiparata la poesia a uno stato mistico. Per Bremond, il poeta "concreto" si compone di elementi che possono essere anche espressi in prosa, e di conseguenza la poesia pura, nella sua astrazione, è ineffabile, come succede nella lirica. La teoria di Bremond mescola lo stato poetico - mistico - con la poesia.